# Єландинська сільська рада
Єла́ндинська сільська рада (рос. Еландинский сельский совет) — сільське поселення у складі Цілинного району Алтайського краю Росії.
Адміністративний центр та єдиний населений пункт — село Єланда.

## Населення
Населення — 722 особи (2019; 851 в 2010, 1072 у 2002).